# Ouanaminthe (arrondissement)
Ouanaminthe (Haïtiaans-Creools: Wanament) is een arrondissement van het Haïtiaanse departement Nord-Est, met 146.000 inwoners. De postcodes van dit arrondissement beginnen met het getal 22.
Het arrondissement Ouanaminthe bestaat uit de volgende gemeenten:
- Ouanaminthe (hoofdplaats van het arrondissement)
- Capotille
- Mont-Organisé